# Ascaron Entertainment
Ascaron Entertainment — немецкий разработчик компьютерных игр, основанный в 1992 году и закрытый в результате банкротства в 2009.

## Банкротство
К 2008 году у компании Ascaron Entertainment накопилось очень много долгов, выход игры Sacred 2: Fallen Angel не помог компании расплатиться с долгами, в 2009 году компания объявила себя банкротом, но все же выпустила Sacred 2: Fallen Angel на консоли PlayStation 3, Xbox 360.
Сотрудники компании уволены, имущество компании распродано, большую часть интеллектуальной собственности и активов компании приобрело немецкое издательство Kalypso Media. Бывшие владельцы компании создали новую студию Gaming Minds, в которую вошли 15 бывших сотрудников Ascaron. Эта компания владеет торговыми марками: Darkstar One, The Patrician, Port Royale и On the Ball.
Права на бренд Sacred выкупила немецкая компания Deep Silver.

## Игры
- On the Ball Action (2001)
- Ballerburg (2001)
- Big Scale Racing (2002)
- Patrician III: Rise of the Hanse (2002)
- Port Royale: Gold, Power and Pirates (2002)
- Tortuga: Pirates of the New World (2003)
- Port Royale 2 (2004)
- Sacred (2004)
- Darkstar One (2006)
- Sacred 2: Fallen Angel (2008)
- World War One (2008)